# بایلینگن
بایلینگن (به آلمانی: Beilingen) یک شهر در آلمان است که در بیتبورگ-پروم واقع شده‌است.